# Ganbare! Kickers
Ganbare! Kickers (がんばれ!キッカーズ, Ganbare! Kikkāzu, litt. Courage ! Kickers) est un manga de sport de Noriaki Nagai. Ganbare! Kickers est prépublié dans le mensuel CoroCoro Comic puis a été compilé en 20 tomes entre 1985 et 1989. Il a été adapté en anime en 1986 par le studio Pierrot.
Le manga n’est pas publié en France mais l'anime est sorti sous le titre But pour Rudy.

## Histoire

### Synopsis
Kakeru Daichi (Rudy dans la version française) est un jeune garçon qui vient d'emménager dans une nouvelle ville. Il a pour grande passion le football et décide d'intégrer l'équipe de son école, celle de Kitahara en l'occurrence, qui avait grand besoin d'un attaquant. En effet, celle-ci enchaînait des défaites plus qu'humiliantes les unes que les autres et souhaitait enrayer ce cycle infernal. Plus grave, les autres équipes n'étaient même pas intéressées à les affronter.
Petit à petit, au contact de Kakeru, l'équipe va apprendre à se reconstruire et développer un jeu plus séduisant. L'équipe de Kitahara espère maintenant montrer ce qu'ils savent faire désormais, et, pourquoi pas, remporter le tournoi inter-écoles.

## Analyse de l’œuvre
La version française de l'adaptation animé évoque à deux reprises Olive et Tom. Pourtant les deux séries appartiennent chacune à des univers bien différents et ses références n'existent pas dans la version originale de l’œuvre. De manière générale, Ganbare! Kickers met beaucoup plus l'accent sur les relations entre les personnages que Captain Tsubasa.

## Manga
Le manga est prépublié dans le magazine mensuel CoroCoro Comic de la maison d’édition Shōgakukan. Il a par la suite été compilé en 20 tomes entre mai 1985 et juin 1989.

### Liste des tomes
| no | Japonais       | Japonais       |
| no | Date de sortie | ISBN           |
| -- | -------------- | -------------- |
| 1  | Mai 1985       | 978-4091410016 |
| 2  | Juin 1985      | 978-4091410023 |
| 3  | Août 1985      | 978-4091410030 |
| 4  | Décembre 1985  | 978-4091410047 |
| 5  | Avril 1986     | 978-4091410054 |
| 6  | Juillet 1986   | 978-4091410061 |
| 7  | Août 1986      | 978-4091410078 |
| 8  | Septembre 1986 | 978-4091410085 |
| 9  | Décembre 1986  | 978-4091410092 |
| 10 | Février 1987   | 978-4091410108 |
| 11 | Avril 1987     | 978-4091411815 |
| 12 | Juillet 1987   | 978-4091411822 |
| 13 | Octobre 1987   | 978-4091411839 |
| 14 | Mars 1988      | 978-4091411846 |
| 15 | Août 1988      | 978-4091411853 |
| 16 | Décembre 1988  | 978-4091411860 |
| 17 | Janvier 1989   | 978-4091411877 |
| 18 | Février 1989   | 978-4091411884 |
| 19 | Mai 1989       | 978-4091411891 |
| 20 | Juin 1989      | 978-4091411907 |

## Anime
Le manga a été adapté en une série télévisée de 26 épisodes par le studio d’animation Pierrot et réalisée par Akira Sugino puis diffusée sur la chaîne Nippon Television entre le 15 octobre 1986 et le 25 mars 1987.

### Fiche technique
- Titre original : がんばれ!キッカーズ (Ganbare! Kikkāzu?)
- Titre français : But pour Rudy
- Réalisation : Akira Sugino
- Studio d'animation : Studio Pierrot
- Éditeur :
  -  France : AB Groupe
- Épisodes :
  -  Japon : 23
  -  France : 26

### Liste des épisodes
| No | Titre français             | Titre japonais                         | Titre japonais                                       | Date de 1re diffusion |
| No | Titre français             | Kanji                                  | Rōmaji                                               | Date de 1re diffusion |
| -- | -------------------------- | -------------------------------------- | ---------------------------------------------------- | --------------------- |
| 1  | Une équipe pour jouer      | はらァー！ほんとにこれがサッカー部？   | Haraaa! Honto ni kore ga sakkaa bu?                  | 15 octobre 1986       |
| 2  | Tous à l'entraînement      | グズの太一がオンボロチームを救った！   | Guzu no Taichi ga Onboro chiimu o sukutta!           | 22 octobre 1986       |
| 3  | Timothé interdit de jeu    | デコ、サッカーなんてやめてしまえ！     | Deko, sakkaa nante yamete shimae!                    | 29 octobre 1986       |
| 4  | Les trois mousquetaires    | あの上杉と対決だ！南陽戦キックオフ！！ | Ano Uesugi to taiketsu da! Nanyou sen kikkuofu!!     | 5 novembre 1986       |
| 5  | L'honneur est sauf         | あきらめないぞ！絶対１点とってやる！！ | Akirame nai zo! Zettai 1 ten totte yaru!!            | 12 novembre 1986      |
| 6  | Quiproquo                  | そんなバカな！キャプテンはエッチだ？   | Sonna baka na! Kyaputen wa Etchi da?                 | 19 novembre 1986      |
| 7  | Jerry a mauvais caractère  | とどけ！空に舞う友情のサッカーボール   | Todoke! Sora ni mau yuujou no sakkaa booru           | 26 novembre 1986      |
| 8  | La trahison d'Eric         | はらァー、健太君の幻のスーパーシュート | Haraaa, Kenta kun no maboroshi no suupaa shuuto      | 3 décembre 1986       |
| 9  | Une simple balle de tennis | 大ピンチ！ボールのけれないキッカーズ   | Dai pinchi! Booru nokerenai kikkaazu                 | 10 décembre 1986      |
| 10 | Une victoire pour Alex     | えっ健太とデコ退場！ラフプレーに苦戦   | Ekkenta to deko taijou! Rafu puree ni kusen          | 17 décembre 1986      |
| 11 | Les mariés du stade        | 結婚反対！？守くんがうけたヘンな挑戦状 | Kekkon hantai!? Mori kun ga uketa henna chousenjou   | 24 décembre 1986      |
| 12 | Le triomphe                | 学も明菜も優勝だ！キッカーズが応援団   | Gaku mo akina mo yuushou da! Kikkaazu ga ouen dan    | 14 janvier 1987       |
| 13 | L'ordinateur               | コンピューターサッカーをぶっとばせ！   | Konpyuutaa sakkaa o buttobase!                       | 21 janvier 1987       |
| 14 | Violence                   | バカにするな！倍速シュートを決めろ！！ | Baka ni suru na! Baisoku shuuto o kimero!!           | 28 janvier 1987       |
| 15 | Un nouveau champion        | 哲也の特ダネ！気分はキッカーズ探偵団   | Tetsuya no tokudane! Kibun ha kikkaazu tantei dan    | 26 août 1987          |
| 16 | Le défi de Jeff            | ゲッ！とんでもないコーチがやって来た   | Gee! Tondemonai koochi ga yatteki ta                 | 4 février 1987        |
| 17 | L'esprit d'équipe          |                                        |                                                      |                       |
| 18 | Billy et les pickpokets    |                                        |                                                      |                       |
| 19 | Patterson le terrible      |                                        |                                                      |                       |
| 20 | La Saint-Valentin          | キッカーズの大もめバレンタインデー！   | Kikkaazu no dai mome barentaindee!                   | 11 février 1987       |
| 21 | Mr Patterson               | どうしたの？試合中に立ち去ったコーチ   | Doushita no? Shiai chuu ni tachisatta koochi         | 18 février 1987       |
| 22 | La super-défense           | さあ公式戦だ！でも野球部とトラブった   | Saa koushiki sen da! Demo yakyuubu to torabutta      | 25 février 1987       |
| 23 | Entrée de jeu              | 見つけたぞ！白？エイトバックの弱点     | Mitsuketa zo! Shiro? Eito bakku no jakuten           | 3 mars 1987           |
| 24 | La force et la finesse     | ナゾのチーム出現！第２試合は大乱戦？   | Nazo no chiimu shutsugen! Dai 2 shiai wa dai ransen? | 11 mars 1987          |
| 25 | Le tir supersonique        | ＧＯ！ライバル上杉との熱闘が始まった   | GO! Raibaru Uesugi to no nettou ga hajimatta         | 18 mars 1987          |
| 26 | La dernière seconde        | 君は流れ星！燃えつきろキッカーズ       | Kimi wa nagareboshi! Moetsukiro kikkaazu             | 25 mars 1987          |

### Doublage japonais
- Chieko Honda : Ayumi Daichi
- Tomiko Suzuki : Kakeru Daichi
- Mie Suzuki : Naoto Hamamoto
- Masako Watanabe : Takeshi Hara
- Kazue Ikura : Masaru Hongo
- Noriko Tsukase : Kenta Ishii
- Ikue Ōtani : Hara Kiyoshi
- Shino Kakinuma : Shinsuke Koga
- Urara Takano : Mamoru
- Shinobu Adachi : Manabu Noguchi
- Kyouko Tonguu : Hideo Obata
- Tarako (en) : Taichi
- Michie Tomizawa : Tetsuya
- Eiko Yamada : Hikaru Uesugi
- Yūko Kobayashi : Yukie

### Doublage Français
Voix françaises (Studio Unité 2) :
| Anneliese Fromont | Rudy Masten, Laurie                                         |
| Emmanuel Curtil   | Benny Fox, Lenny Newman, Jeff Baldwin, Mike Patterson       |
| Sophie Arthuys    | Cindy (voix principale), Loïc, David, Melinda, Lisa (ép. 6) |
| Joëlle Guigui     | Eric Turner, Lisa, Carole                                   |
| Thierry Bourdon   | Les jumeaux Steeve et Sam, Billy, Loïc (ép. 11)             |
| Pierre Fromont    | Luc, père de Rudy                                           |
| Manuel Bonnet     | Bruno                                                       |
| Barbara Tissier   | Cindy et Timothé (premiers épisodes)                        |

### Diffusion
- Version japonaise
  -  Japon : Nippon Television
- Version française
  -  France : La Cinq, TMC, Mangas
  -  Monaco : TMC
- Autres pays et langues de diffusion
  -  Allemagne : RTL II
  -  Espagne : Telecinco
  -  Italie : Italia 1
  -  Pologne : TVP 2
  -  Iran : IRIB TV1

## Prix et récompenses
- 1986 : Prix Shōgakukan